# Cal Jover (Tàrrega)
Cal Jover és una casa de Tàrrega (Urgell) protegida com a bé cultural d'interès local.

## Descripció
És una casa de reduïdes dimensions, entre mitgeres, ubicada en el carrer Major de Tàrrega, just en el centre històric de la població. Solament es pot apreciar la seva façana principal, la qual mostra una gran simplicitat arquitectònica i decorativa. Aquesta façana, de poca alçada i bastant estreta deixa veure l'estructuració de la casa, la qual està formada per tres nivells: la planta baixa, destinada a magatzem o a comerços i dues plantes més a damunt on hi ha l'habitatge.
A la planta baixa s'obren dues grans portalades rectangulars, de mides diferents, on una d'elles seria la porta d'accés a la casa i la segona, antigament havia estat un establiment comercial. En la porta d'accés s'observa una llinda amb un petit gravat identificable al centre. La primera planta solament s'obra una obertura just a la part central. Es tracta d'una finestra allindanada, molt allargada i en forma de balcó de forja. Sobre la llinda d'aquesta finestra hi ha l'element més destacable de l'edifici, una gruixuda llinda dotada d'un escut d'armes en relleu en forma de sol radiant.
El segon pis de l'edifici té dues petites finestres, de diferents mides, on una d'elles té balconada i l'altra, la més petita, no. Ambdues són allindanades.
La cornisa o entaulament d'aquest edifici és una sola vessant amb teula àrab. Sobresurt mitjançant una cornisa motllurada que ressegueix tot l'ample de la casa.